# 香港四大才子
「香港四大才子」，又稱「香江四大才子」，是指香港四位具有重大文化影響力的文人：武俠小說作家金庸、科幻小說作家倪匡、填詞人黃霑，以及食評家蔡瀾（依長幼順序排列）。他們各有所長，均是飽學之士，各自在其領域獨當一面，雖非生於香港，卻有份塑造香港文化，而且分屬好友，因而被公認及合稱「香港四大才子」。 四人之成就於1970至1980年代開始被廣為認識、推崇。
倪匡、黃霑及蔡瀾曾於1989年至1990年間共同主持亞洲電視經典成人清談節目《今夜不設防》，節目挑戰電視尺度，廣受觀眾歡迎，節目播出後三人曾被傳媒並稱為「香港三大名嘴」。 2013年，倪匡及蔡瀾應黎智英邀請，在黎氏旗下壹傳媒主持每星期一集的清談節目《亂噏24》。
四位在文壇舉足輕重的才子黃霑（1941—2004）、金庸（1924—2018）、倪匡（1935—2022）、蔡瀾（1941—2025）已先後因癌症辭世。

## 合稱來源
2022年8月8日，根據分別認識金庸、倪匡、黃霑及蔡瀾四人的香港作家沈西城於《亞洲週刊》所發表的〈香港四大才子從何而來〉一文中考證，「香港四大才子」的並列及合稱最早可追溯至沈西城在1982年撰定初稿、並於1984年由香港利文出版社出版的《金庸與倪匡》一書，但該書只將金庸及倪匡二人並舉。
1989年至1990年間，倪匡、黃霑及蔡瀾三人一同主持亞洲電視成人清談節目《今夜不設防》，廣受觀眾歡迎，節目播出後三人曾被傳媒並稱為「香港三大名嘴」。例如於1989年4月14日，香港的親國民黨報章《華僑日報》便曾於「娛樂圈」版面刊載過一篇題為〈「今夜不設防」三名咀　訪問梁玉瑾于莉〉的報導。 1989年12月6日，《華僑日報》「娛樂圈」版面中又有題為〈黃霑倪匡三大名咀　續約亞視機會甚大〉的報導。
2000年代初，中國內地已見將金庸、倪匡、黃霑及蔡瀾四人並稱「香港四大才子」或「香江四大才子」之說。例如於2000年12月3日，在廣州發行的日報《南方都市報》刊載過一篇題為〈蔡瀾在禪簽名售書〉的報導，明確地把金庸、倪匡、黃霑及蔡瀾合稱「香江四大才子」。 2002年5月7日，在天津發行的晚報《今晚報》中的一篇題為〈金庸說蔡瀾好伙伴　蔡瀾評金庸真知己〉的專訪蔡瀾之報導，則把四人合稱「香港四大才子」。
2004年11月24日，黃霑逝世。11月25日，據《華西都市報》報導，有「巴蜀鬼才」之稱的中國內地作家魏明倫得知「香江鬼才」黃霑死訊後，既悼念故友，並曾表示：「『香江四才子』中，金庸寫，蔡瀾吃，董橋學者，黃霑歌，黃霑算是在娛樂圈中很有才氣學養的了。」魏明倫遂將金庸、黃霑、蔡瀾及董橋四人合稱「香江四才子」。 然而，在香港乃至華人地區大部分大眾及傳媒眼中，「香港四大才子」仍是指涉金庸、倪匡、黃霑、蔡瀾四人。
其後，據沈西城憶述，在2008年，當時屬於三聯書店（香港）有限公司的利文出版社之主編舒非女士曾接洽沈西城，商談《金庸與倪匡》一書再版事宜，並指編委以原書內容稍嫌單薄，建議於再版中加入談及蔡瀾的部分。沈西城同意後增訂內容，並由利文出版社於2009年推出《香港三大才子——金庸、倪匡、蔡瀾》一書。然而，該書出版後，有讀者向沈西城反映指談論香港才子獨缺黃霑，有欠公平；況且倪匡、黃霑、蔡瀾三人曾一同主持亞洲電視清談節目《今夜不設防》，實應補入黃霑，而沈西城亦頗同意。其後，舒非及利文出版社均未有就再增訂出版事宜與沈西城聯絡，但沈西城認為黃霑補入而與金庸、倪匡、蔡瀾三人合稱「香港四大才子」之說早已為大眾所公認。
「香港四大才子」之合稱出現後，倪匡及蔡瀾曾於2006年由香港無綫電視製作的訪談節目《煮酒話金庸》中，一同接受嘉賓主持倪震的專訪。在該專訪中，蔡瀾曾表示他對自己被列入「香港四大才子」感不滿，亦認為他自己、倪匡及黃霑三人並不能與金庸相提並論，因金庸的地位早已超越所謂才子，而倪匡亦同意這點；特別對蔡瀾而言，金庸更像是一位老師。2022年7月23日，蔡瀾出席香港書展2022「蔡瀾傾計會」新書發布會活動後，在記者會上重申不滿「香港四大才子」之並稱的觀點，因他認為金庸是「大師」，倪匡、黃霑及蔡瀾三人始終不能與其相提並論。

## 四大才子

### 金庸
金庸原名查良鏞，1924年生於浙江海寧，1948年移居香港，2018年10月30日逝世，為當代武俠小說作家，时事评论家，並被公認為四大武俠小說家之首（另外三人為古龍、梁羽生、溫瑞安）。他筆法鋪陳，描寫人物感情細緻，情節曲折離奇，引人入勝，所著武俠小說在華人世界中廣泛流傳、家傳戶曉。他所撰寫的十五部小說，全數皆被拍成電影、電視劇，作品被翻譯成十數種語言。其中尤以《射鵰英雄傳》、《神鵰俠侶》、《鹿鼎記》、《笑傲江湖》、《天龍八部》、《倚天屠龍記》等最廣為人知。金庸於香港創辦《明報》系列報刊，並在1980年代涉足政界。據其好友陶傑稱，查良鏞生前罹患肝癌，並於去世前三年開始有腦退化徵兆。

### 倪匡
倪匡原名倪聰，1935年生於浙江寧波，1957年偷渡到香港，2022年7月3日逝世。是華人科幻小說界裡最具影響力的作家，他的作品的結局往往出人意表。他筆下有很多名作，其中以衛斯理系列、原振俠系列、浪子高達系列、亞洲之鷹羅開系列、女黑俠木蘭花系列、年輕人與公主系列、俠盜影子系列等最廣為人知。另外，也曾编剧精武门等电影，替金庸捉刀《天龍八部》的數回共4萬多字。1986年受洗為基督徒。倪匡曾於2019年透露自己患有皮膚癌。

### 黃霑
黃霑原名黃湛森，1941年生於廣東廣州，1949年隨父母移居香港，2004年11月24日因癌症逝世。香港最具影響力的跨媒體創作人，尤工於填詞、作曲、廣告創作。當代粵語流行歌曲的重要人物之一，創作接近2000首流行曲。著名填詞作品包括《獅子山下》、《問我》、《世界真細小》、《上海灘》、《忘盡心中情》等，亦有不少改編自金庸武俠小說的影視作品的歌曲，如《倆忘煙水裡》、《萬水千山縱橫》、《世間始終你好》、《滄海一聲笑》等。經典廣告作品有香港家庭計劃指導會宣傳曲《兩個夠晒數》、珠江橋牌玉冰燒廣告歌、裕華國貨廣告歌「裕華國貨，服務大家」、關鍵旅遊廣告歌、名酒宣傳語「人頭馬一開，好事自然來」等。2003年，以論文《粵語流行曲的發展與興衰：香港流行音樂研究（1949－1997）》，獲香港大學亞洲研究中心及社會學系頒發哲學博士學位。黃霑原為天主教信徒，後虔心向佛，2004年他因肺癌逝世，享壽63歲，逾萬名香港市民參加其追思會，其喪禮按遺言以佛教儀式辦理。

### 蔡瀾
蔡瀾，1941年生於新加坡，籍貫廣東潮州，2025年6月25日逝世。1963年定居香港，是華人地區最具影響力的食評家、作家之一，也曾任電影製片人。他的父親蔡文玄是位詩人，受父親影響，著有不少散文集，亦為眾多報紙和期刊撰寫專欄。在品評美食方面他也極具影響力，於各地設立蔡瀾美食坊，也經常主持電視台飲食節目，如《蔡瀾逛菜欄》等。2025年因癌症及肺感染於養和醫院安詳離世，享年83歲。